# ピアノソナタ第1番 (ラフマニノフ)

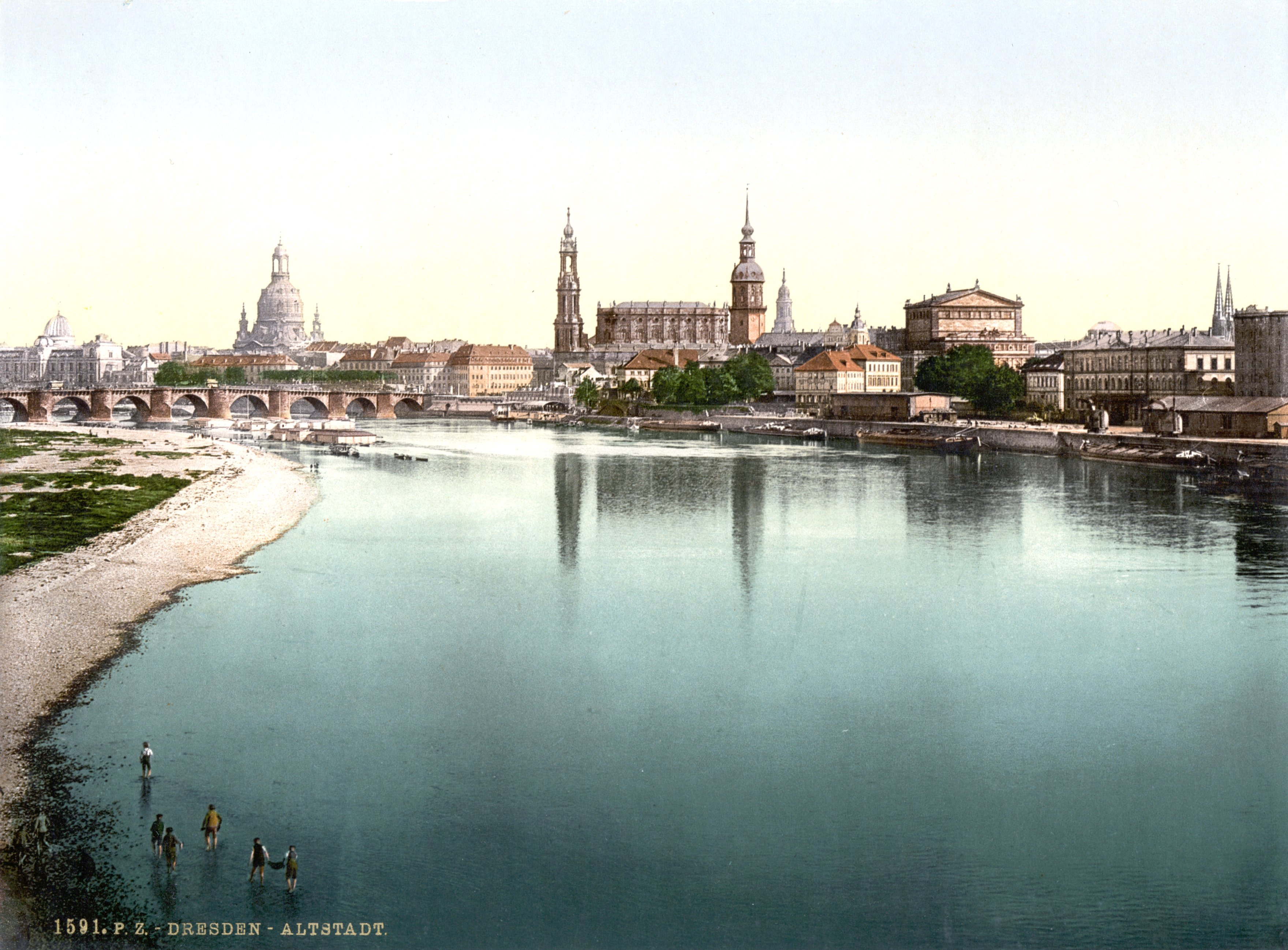
エルベ川沿いに位置するドレスデンの街並み、1900年。ラフマニノフの創作活動に静かな環境をもたらした

《ピアノ・ソナタ第1番 ニ短調》作品28は、セルゲイ・ラフマニノフが1907年11月から1908年5月までに作曲したピアノ曲。《交響曲 第2番》やオペラの断片と並んで、ドレスデンの静かな土地で作曲された「三部作」のうちの一つ。ラフマニノフは初期稿を、後のラフマニノフの伝記作家オスカー・フォン・リーゼマンに弾いて聞かせたが、リーゼマンはこの曲を好きになれなかったという。

## 楽曲
元来はゲーテの戯曲『ファウスト』を題材として作曲された。後にこの発想は放棄されたが、それでもなお『ファウスト』の影響を辿ることができる。3つの楽章から成り、全曲を通奏するのに35分から40分を要する。

### 構成
典型的なピアノ・ソナタとして構成されている。特に終楽章が長大で、超絶技巧を要する。
- 第1楽章 「アレグロ・モデラート」、ニ短調~ニ長調
  - 序奏の付いたソナタ形式。2分の2拍子で始まるが、テンポ、拍子が目まぐるしく変化する。第2主題は変ロ長調。
- 第2楽章 「レント」、ヘ長調
  - 4分の3拍子、三部形式だが第3部は大きく変形されている。終わり近くにカデンツァが付く。
- 第3楽章 「アレグロ・モルト」、ニ短調
  - 2分の2拍子。短い序奏が付いた自由なソナタ形式。第1楽章の序奏動機が各所に用いられている。再現部では第2主題、第1主題の順で変形されて再現され、悲劇的に終結する。

## 作曲の背景
1906年11月にラフマニノフは、妻と娘を連れてドレスデンに移り住み、《交響曲 第2番》の作曲に没頭した。《交響曲 第1番》の失敗による屈辱を雪ぐため、またモスクワの喧騒から逃れるためであった。かの地でラフマニノフ一家は静かな生活を送り、「私たちはツグミのように暮らしています。誰にも会わず、知り合いも作らず、何処にも出掛けずに居ります。しこたま仕事をしました」と私信で告げている。
しかし、集中できる環境の中でもラフマニノフは《ピアノ・ソナタ第1番》の作曲に、とりわけその構成に難儀した。最初の構想は、ゲーテの『ファウスト』に基づいて、第1楽章をファウスト、第2楽章をグレートヒェン、第3楽章をメフィストフェレスの肖像とする標題的なソナタの作曲であり、実際のところこの3人の登場人物を各楽章に反映させるという発想はフランツ・リストの《ファウスト交響曲》のそれをなぞっている。この発想は作曲開始直後に放棄されたが、それでもなおその題材は、終楽章において明瞭である。
リーゼマンやメトネル、カトワールからの忠告により、ラフマニノフは45分もの長さのあった楽曲を、さらに35分ほどに切り詰めたという。出版は当初この形で行われた。

## 初演
改訂版初演は1908年10月17日、コンスタンティン・イグムノフによる。ラフマニノフのピアノ曲が他人によって初演された珍しい例である。

## 出版
初版は現存することがわかっているが、出版社の経営難により未出版のままである。2023年に世界初録音の音盤が発売された。

## 音源
過去に巨匠と呼ばれた演奏家で本作品を録音・演奏したピアニストは数少なく、マイケル・ポンティやルース・ラレード、アレクシス・ワイセンベルク、セルジオ・フィオレンティーノ、ジョン・オグドン、ウラディーミル・アシュケナージがいるのみである。だが現在では、イディル・ビレットやハワード・シェリー、エフゲーニ・ザラフィアンツなどの中堅演奏家のほか、オッリ・ムストネンや田山正之といった若手が取り組んでいる。

## その他
日本の音楽ユニットであるALI PROJECTの楽曲『芸術変態論』に第1楽章が引用されている。また『Royal Academy of Gothic Lolita』『Tailor Tの変身譚』『ヤマトイズム』に第3楽章が引用されている。